# Merasrivier
Merasrivier (Zweeds – Fins: Merasjoki) is een rivier, die stroomt in de Zweedse  gemeenten Kiruna en Pajala. De rivier ontstaat in het uitgestrekte moerasgebied van Zweeds Lapland. De rivier stroomt naar het oosten en is een van de belangrijkste zijrivieren van de Muonio. De rivier is 61280 meter lang. Ze doet onderweg het Merasmeer aan.
Afwatering: Merasrivier → Muonio → Torne → Botnische Golf